# Speler van de Maand (Eredivisie)
Speler van de Maand is een prijs die elke maand van het voetbalseizoen wordt uitgereikt aan de beste speler van de maand in de Nederlandse Eredivisie. De prijs wordt uitgereikt sinds de start van het seizoen 2017/18. PSV'er Hirving Lozano won de eerste editie.
De verkiezing is een initiatief van de Eredivisie CV in samenwerking met ESPN NL en Stats Perform. De scores die spelers krijgen worden berekend op basis van meer dan 60 verschillende statistieken, met als doel om de verkiezing objectief te maken. Om in aanmerking te komen voor de prijs moet een speler minstens 60% van het totaal aantal speelminuten hebben gespeeld. Tot op heden zijn Donyell Malen, Steven Berghuis, Frenkie de Jong, Hakim Ziyech, Orkun Kökçü, 
Oussama Idrissi, Cody Gakpo, Vangelis Pavlidis, 
Brian Brobbey en Xavi Simons de enige spelers die de prijs tweemaal in ontvangst hebben mogen nemen.
Naast deze prijs wordt er elke maand ook een Eredivisie speler van de maand U21 gekozen, waarbij de spelers aan de start van het seizoen 21 jaar of jonger moeten zijn. Sinds het seizoen 2021/22 is deze prijs omgedoopt tot het Johan Cruijff Talent van de Maand, door een samenwerking tussen de Eredivisie CV, ESPN NL, Johan Cruyff Foundation en VriendenLoterij. Naast een prijs wint het Talent ook een geldbedrag voor zijn amateurclub (€ 2.500) en een geldbedrag van € 5.000 om te doneren aan een van de maatschappelijke projecten van de Johan Cruyff Foundation. 
In de eerste divisie worden de bronzen/gouden kampioensschilden vergeven per periode.

## Winnaars

### 2017/18
| Maand     | Speler van de Maand | Speler van de Maand | Speler van de Maand U21 | Speler van de Maand U21 | Ref                  |
| Maand     | Speler              | Club                | Speler                  | Club                    | Ref                  |
| --------- | ------------------- | ------------------- | ----------------------- | ----------------------- | -------------------- |
| Augustus  | Hirving Lozano      | PSV                 | Denzel Dumfries         | sc Heerenveen           | [ 3 ] [ 4 ]          |
| September | Steven Berghuis     | Feyenoord           | Angeliño                | NAC Breda               | [ 5 ] [ 6 ]          |
| Oktober   | Gastón Pereiro      | PSV                 | David Neres             | Ajax                    | [ 7 ] [ 8 ] [ 9 ]    |
| November  | Zakaria Labyad      | FC Utrecht          | Donny van de Beek       | Ajax                    | [ 10 ] [ 11 ] [ 12 ] |
| December  | Steven Berghuis     | Feyenoord           | Angeliño                | NAC Breda               | [ 13 ] [ 14 ] [ 15 ] |
| Januari   | Jonas Svensson      | AZ                  | Mason Mount             | Vitesse                 | [ 16 ] [ 17 ]        |
| Februari  | Steven Bergwijn     | Feyenoord           | Angeliño                | NAC Breda               | [ 18 ] [ 19 ]        |
| Maart     | Santiago Arias      | PSV                 | Konstantinos Tsimikas   | Willem II               | [ 20 ]               |
| April     | David Neres         | Ajax                | Angeliño                | NAC Breda               | [ 21 ] [ 22 ]        |

### 2018/19
| Maand     | Speler van de Maand | Speler van de Maand | Speler van de Maand U21 | Speler van de Maand U21 | Ref    |
| Maand     | Speler              | Club                | Speler                  | Club                    | Ref    |
| --------- | ------------------- | ------------------- | ----------------------- | ----------------------- | ------ |
| Augustus  | Robin van Persie    | Feyenoord           | Steven Bergwijn         | PSV                     | [ 23 ] |
| September | Kristoffer Peterson | Heracles Almelo     | Angeliño                | PSV                     | [ 24 ] |
| Oktober   | Hakim Ziyech        | Ajax                | Michel Vlap             | sc Heerenveen           | [ 25 ] |
| November  | Nicolás Tagliafico  | Ajax                | Noussair Mazraoui       | Ajax                    | [ 26 ] |
| December  | Frenkie de Jong     | Ajax                | Steven Bergwijn         | PSV                     | [ 27 ] |
| Januari   | Patrick Joosten     | VVV-Venlo           | Sam Lammers             | sc Heerenveen           | [ 28 ] |
| Februari  | Frenkie de Jong     | Ajax                | Lazaros Lamprou         | Fortuna Sittard         | [ 29 ] |
| Maart     | Dušan Tadić         | Ajax                | Alexander Isak          | Willem II               | [ 30 ] |
| April     | Martin Ødegaard     | Vitesse             | Tyrell Malacia          | Feyenoord               | [ 31 ] |
| Mei       | Elías Már Ómarsson  | SBV Excelsior       | Martin Ødegaard         | Vitesse                 | [ 32 ] |

### 2019/20
| Maand     | Speler van de Maand | Speler van de Maand | Speler van de Maand U21 | Speler van de Maand U21 | Ref           |
| Maand     | Speler              | Club                | Speler                  | Club                    | Ref           |
| --------- | ------------------- | ------------------- | ----------------------- | ----------------------- | ------------- |
| Augustus  | Hakim Ziyech        | Ajax                | Owen Wijndal            | AZ                      | [ 33 ] [ 34 ] |
| September | Donyell Malen       | PSV                 | Chidera Ejuke           | sc Heerenveen           | [ 35 ]        |
| Oktober   | Adam Maher          | FC Utrecht          | Lennart Czyborra        | Heracles Almelo         | [ 36 ]        |
| November  | Cyriel Dessers      | Heracles Almelo     | Owen Wijndal            | AZ                      | [ 37 ]        |
| December  | Oussama Idrissi     | AZ                  | Orkun Kökçü             | Feyenoord               | [ 38 ]        |
| Januari   | Oussama Idrissi     | AZ                  | Luis Sinisterra         | Feyenoord               | [ 39 ]        |
| Februari  | Thorsten Kirschbaum | VVV-Venlo           | Joey Veerman            | sc Heerenveen           | [ 40 ]        |

### 2020/21
| Maand     | Speler van de Maand | Speler van de Maand | Speler van de Maand U21 | Speler van de Maand U21 | Ref           |
| Maand     | Speler              | Club                | Speler                  | Club                    | Ref           |
| --------- | ------------------- | ------------------- | ----------------------- | ----------------------- | ------------- |
| September | Clint Leemans       | PEC Zwolle          | Lutsharel Geertruida    | Feyenoord               | [ 41 ]        |
| Oktober   | Lassina Traoré      | Ajax                | Danilo Pereira          | FC Twente               | [ 42 ]        |
| November  | Davy Klaassen       | Ajax                | Owen Wijndal            | AZ                      | [ 43 ]        |
| December  | Antony              | Ajax                | Owen Wijndal            | AZ                      | [ 44 ]        |
| Januari   | Giorgos Giakoumakis | VVV-Venlo           | Lutsharel Geertruida    | Feyenoord               | [ 45 ] [ 46 ] |
| Februari  | Donyell Malen       | PSV                 | Myron Boadu             | AZ                      | [ 47 ]        |
| Maart     | Ryan Gravenberch    | Ajax                | Orkun Kökçü             | Feyenoord               | [ 48 ]        |
| April     | Justin Bijlow       | Feyenoord           | Jurriën Timber          | Ajax                    | [ 49 ]        |
| Mei       | Owen Wijndal        | AZ                  | Mohammed Kudus          | Ajax                    | [ 50 ]        |

### 2021/22
| Maand     | Speler van de Maand | Speler van de Maand | Johan Cruijff Talent van de Maand | Johan Cruijff Talent van de Maand | Ref           |
| Maand     | Speler              | Club                | Speler                            | Club                              | Ref           |
| --------- | ------------------- | ------------------- | --------------------------------- | --------------------------------- | ------------- |
| Augustus  | Bruma               | PSV                 | Ali Akman                         | N.E.C.                            | [ 51 ]        |
| September | Guus Til            | Feyenoord           | Jurriën Timber                    | Ajax                              | [ 52 ] [ 53 ] |
| Oktober   | Luuk Brouwers       | Go Ahead Eagles     | Elayis Tavşan                     | N.E.C.                            | [ 54 ]        |
| November  | Ibrahim Sangaré     | PSV                 | Jurriën Timber                    | Ajax                              | [ 55 ] [ 56 ] |
| December  | Jesper Karlsson     | AZ                  | Antony                            | Ajax                              | [ 57 ] [ 58 ] |
| Januari   | Orkun Kökçü         | Feyenoord           | Yukinari Sugawara                 | AZ                                | [ 59 ] [ 60 ] |
| Februari  | Orkun Kökçü         | Feyenoord           | Daishawn Redan                    | PEC Zwolle                        | [ 61 ] [ 62 ] |
| Maart     | Eran Zahavi         | PSV                 | Ryan Gravenberch                  | Ajax                              | [ 63 ] [ 64 ] |
| April     | Davy Klaassen       | Ajax                | Sydney van Hooijdonk              | sc Heerenveen                     | [ 65 ] [ 66 ] |
| Mei       | Loïs Openda         | Vitesse             | Brian Brobbey                     | Ajax                              | [ 67 ] [ 68 ] |

### 2022/23
| Maand     | Speler van de Maand | Speler van de Maand | Johan Cruijff Talent van de Maand | Johan Cruijff Talent van de Maand | Ref           |
| Maand     | Speler              | Club                | Speler                            | Club                              | Ref           |
| --------- | ------------------- | ------------------- | --------------------------------- | --------------------------------- | ------------- |
| Augustus  | Xavi Simons         | PSV                 | Brian Brobbey                     | Ajax                              | [ 69 ]        |
| September | Cody Gakpo          | PSV                 | Nathan Tjoe-A-On                  | Excelsior                         | [ 70 ]        |
| Oktober   | Cody Gakpo          | PSV                 | Brian Brobbey                     | Ajax                              | [ 71 ]        |
| November  | Taylor Booth        | FC Utrecht          | Kenneth Taylor                    | Ajax                              | [ 72 ] [ 73 ] |
| Januari   | Nick Olij           | Sparta              | Xavi Simons                       | PSV                               | [ 74 ] [ 75 ] |
| Februari  | Steven Berghuis     | Ajax                | Johan Bakayoko                    | PSV                               | [ 76 ] [ 77 ] |
| Maart     | Xavi Simons         | PSV                 | Manfred Ugalde                    | FC Twente                         | [ 78 ] [ 79 ] |
| April     | Luuk de Jong        | PSV                 | Santiago Giménez                  | Feyenoord                         | [ 80 ] [ 81 ] |
| Mei       | Václav Černý        | FC Twente           | Million Manhoef                   | Vitesse                           | [ 82 ] [ 83 ] |

In dit voetbalseizoen werd mede door het WK voetbal 2022 in Qatar in december niet gevoetbald.

### 2023/24
| Maand     | Speler van de Maand | Speler van de Maand | Johan Cruijff Talent van de Maand | Johan Cruijff Talent van de Maand | Ref           |
| Maand     | Speler              | Club                | Speler                            | Club                              | Ref           |
| --------- | ------------------- | ------------------- | --------------------------------- | --------------------------------- | ------------- |
| Augustus  | Vangelis Pavlidis   | AZ                  | Jorrel Hato                       | Ajax                              | [ 84 ] [ 85 ] |
| September | Santiago Giménez    | Feyenoord           | Youri Regeer                      | FC Twente                         | [ 86 ] [ 87 ] |
| Oktober   | Vangelis Pavlidis   | AZ                  | Johan Bakayoko                    | PSV                               | [ 88 ] [ 89 ] |
| November  | Joey Veerman        | PSV                 | Johan Bakayoko                    | PSV                               | [ 90 ]        |
| December  | Brian Brobbey       | Ajax                | Benjamin Tahirović                | Ajax                              | [ 91 ]        |
| Januari   | Brian Brobbey       | Ajax                | Kristian Hlynsson                 | Ajax                              | [ 92 ]        |
| Februari  | Luuk de Jong        | PSV                 | Ruben van Bommel                  | AZ                                |               |
| Maart     | Kaj Sierhuis        | Fortuna Sittard     | Wouter Goes                       | AZ                                |               |
| April     | Sam Lammers         | FC Utrecht          | Johan Bakayoko                    | PSV                               | [ 93 ]        |
| Mei       | Tjaronn Chery       | N.E.C.              | Kacper Kozłowski                  | Vitesse                           |               |

### 2024/25
| Maand     | Speler van de Maand  | Speler van de Maand | Johan Cruijff Talent van de Maand | Johan Cruijff Talent van de Maand | Ref             |
| Maand     | Speler               | Club                | Speler                            | Club                              | Ref             |
| --------- | -------------------- | ------------------- | --------------------------------- | --------------------------------- | --------------- |
| Augustus  | Joey Veerman         | PSV                 | Jorg Schreuders                   | FC Groningen                      |                 |
| September | Sem Steijn           | FC Twente           | Matteo Dams                       | PSV                               | [ 94 ]          |
| Oktober   | Thomas Didillon-Hödl | Willem II           | Oscar Fraulo                      | FC Utrecht                        | [ 95 ] [ 96 ]   |
| November  | Dylan Mbayo          | PEC Zwolle          | Paxten Aaronson                   | FC Utrecht                        | [ 97 ] [ 98 ]   |
| December  | Troy Parrott         | AZ                  | Wouter Goes                       | AZ                                | [ 99 ]          |
| Januari   | Filip Krastev        | PEC Zwolle          | Faissal Al Mazyani                | RKC Waalwijk                      | [ 100 ] [ 101 ] |
| Februari  | Brian Brobbey        | Ajax                | Jakob Breum                       | Go Ahead Eagles                   | [ 102 ] [ 103 ] |
| Maart     | Igor Paixão          | Feyenoord           | Marvin Young                      | Sparta                            | [ 104 ] [ 105 ] |
| April     | Miguel Rodríguez     | FC Utrecht          | Givairo Read                      | Feyenoord                         | [ 106 ] [ 107 ] |
| Mei       | Ivan Perišić         | PSV                 | Wouter Goes                       | AZ                                | [ 108 ] [ 109 ] |

## Meervoudige winnaars

### Speler van de maand
| Nr. | Speler            | Aantal prijzen | Club                      |
| --- | ----------------- | -------------- | ------------------------- |
| 1   | Steven Berghuis   | 3              | Feyenoord (2x), Ajax (1x) |
| 1   | Brian Brobbey     | 3              | Ajax                      |
| 2   | Frenkie de Jong   | 2              | Ajax                      |
| 2   | Hakim Ziyech      | 2              | Ajax                      |
| 2   | Oussama Idrissi   | 2              | AZ                        |
| 2   | Donyell Malen     | 2              | PSV                       |
| 2   | Orkun Kökçü       | 2              | Feyenoord                 |
| 2   | Davy Klaassen     | 2              | Ajax                      |
| 2   | Cody Gakpo        | 2              | PSV                       |
| 2   | Xavi Simons       | 2              | PSV                       |
| 2   | Vangelis Pavlidis | 2              | AZ                        |
| 2   | Luuk de Jong      | 2              | PSV                       |
| 2   | Joey Veerman      | 2              | PSV                       |

### Johan Cruijff Talent van de Maand
| Nr. | Speler               | Aantal prijzen | Club                     |
| --- | -------------------- | -------------- | ------------------------ |
| 1   | Angeliño             | 5              | NAC Breda (4x), PSV (1x) |
| 2   | Owen Wijndal         | 4              | AZ                       |
| 2   | Johan Bakayoko       | 4              | PSV                      |
| 3   | Jurriën Timber       | 3              | Ajax                     |
| 3   | Brian Brobbey        | 3              | Ajax                     |
| 3   | Wouter Goes          | 3              | AZ                       |
| 4   | Steven Bergwijn      | 2              | PSV                      |
| 4   | Lutsharel Geertruida | 2              | Feyenoord                |
| 4   | Orkun Kökçü          | 2              | Feyenoord                |

### Winnaars van beide prijzen
| Nr. | Speler           | Aantal Speler van de maand | Club       | Aantal Johan Cruijff Talent van de Maand | Club          |
| --- | ---------------- | -------------------------- | ---------- | ---------------------------------------- | ------------- |
| 1   | Brian Brobbey    | 3                          | Ajax       | 3                                        | Ajax          |
| 2   | Orkun Kökçü      | 2                          | Feyenoord  | 2                                        | Feyenoord     |
| 3   | Xavi Simons      | 2                          | PSV        | 1                                        | PSV           |
| 3   | Joey Veerman     | 2                          | PSV        | 1                                        | sc Heerenveen |
| 5   | Owen Wijndal     | 1                          | AZ         | 4                                        | AZ            |
| 6   | Steven Bergwijn  | 1                          | PSV        | 2                                        | PSV           |
| 7   | David Neres      | 1                          | Ajax       | 1                                        | Ajax          |
| 7   | Martin Ødegaard  | 1                          | Vitesse    | 1                                        | Vitesse       |
| 7   | Antony           | 1                          | Ajax       | 1                                        | Ajax          |
| 7   | Ryan Gravenberch | 1                          | Ajax       | 1                                        | Ajax          |
| 7   | Santiago Giménez | 1                          | Feyenoord  | 1                                        | Feyenoord     |
| 7   | Sam Lammers      | 1                          | FC Utrecht | 1                                        | sc Heerenveen |

## Winnaars per club

### Eredivisie Speler van de Maand
| Club            | Spelers | Prijzen |
| --------------- | ------- | ------- |
| PSV             | 12      | 17      |
| Ajax            | 11      | 16      |
| Feyenoord       | 7       | 9       |
| AZ              | 6       | 8       |
| FC Utrecht      | 5       | 5       |
| VVV-Venlo       | 3       | 3       |
| PEC Zwolle      | 3       | 3       |
| Heracles Almelo | 2       | 2       |
| Vitesse         | 2       | 2       |
| FC Twente       | 2       | 2       |
| Excelsior       | 1       | 1       |
| Go Ahead Eagles | 1       | 1       |
| Sparta          | 1       | 1       |
| Fortuna Sittard | 1       | 1       |
| N.E.C.          | 1       | 1       |
| Willem II       | 1       | 1       |

### Johan Cruijff Talent van de Maand
| Club            | Spelers | Prijzen |
| --------------- | ------- | ------- |
| Ajax            | 12      | 16      |
| AZ              | 5       | 10      |
| PSV             | 5       | 9       |
| Feyenoord       | 6       | 8       |
| sc Heerenveen   | 6       | 6       |
| Vitesse         | 4       | 4       |
| NAC Breda       | 1       | 4       |
| FC Twente       | 3       | 3       |
| Willem II       | 2       | 2       |
| N.E.C.          | 2       | 2       |
| FC Utrecht      | 2       | 2       |
| Fortuna Sittard | 1       | 1       |
| Heracles Almelo | 1       | 1       |
| PEC Zwolle      | 1       | 1       |
| Excelsior       | 1       | 1       |
| FC Groningen    | 1       | 1       |
| RKC Waalwijk    | 1       | 1       |
| Go Ahead Eagles | 1       | 1       |
| Sparta          | 1       | 1       |

bijgewerkt tm mei 2025

## Winnaars per land
| Aantal | Land             |
| ------ | ---------------- |
| 34     | Nederland        |
| 5      | Marokko          |
| 3      | Griekenland      |
| 3      | België           |
| 3      | Brazilië         |
| 2      | Noorwegen        |
| 2      | Zweden           |
| 2      | Turkije          |
| 2      | Mexico           |
| 1      | Uruguay          |
| 1      | Colombia         |
| 1      | Argentinië       |
| 1      | Servië           |
| 1      | IJsland          |
| 1      | Duitsland        |
| 1      | Burkina Faso     |
| 1      | Portugal         |
| 1      | Ivoorkust        |
| 1      | Israel           |
| 1      | Verenigde Staten |
| 1      | Tsjechië         |
| 1      | Frankrijk        |
| 1      | Ierland          |
| 1      | Bulgarije        |
| 1      | Spanje           |
| 1      | Kroatië          |

| Aantal | Land                  |
| ------ | --------------------- |
| 37     | Nederland             |
| 6      | België                |
| 5      | Spanje                |
| 3      | Turkije               |
| 3      | Brazilië              |
| 2      | Griekenland           |
| 2      | Denemarken            |
| 1      | Engeland              |
| 1      | Marokko               |
| 1      | Zweden                |
| 1      | Noorwegen             |
| 1      | Nigeria               |
| 1      | Duitsland             |
| 1      | Colombia              |
| 1      | Ghana                 |
| 1      | Japan                 |
| 1      | Costa Rica            |
| 1      | Mexico                |
| 1      | Bosnië en Herzegovina |
| 1      | IJsland               |
| 1      | Polen                 |
| 1      | Verenigde Staten      |

bijgewerkt tm mei 2025

## Trivia
- Ali Akman was de eerste winnaar van de 'Johan Cruijff Talent van de Maand'.

- Enkele dagen voordat ESPN bekend maakte dat Bruma Speler van de Maand was, werd er uitgelekt dat Bruma de winnaar was. Medespelers van PSV zetten meerdere foto's van de speler met de gewonnen trofee op Instagram.[110]